# Suky

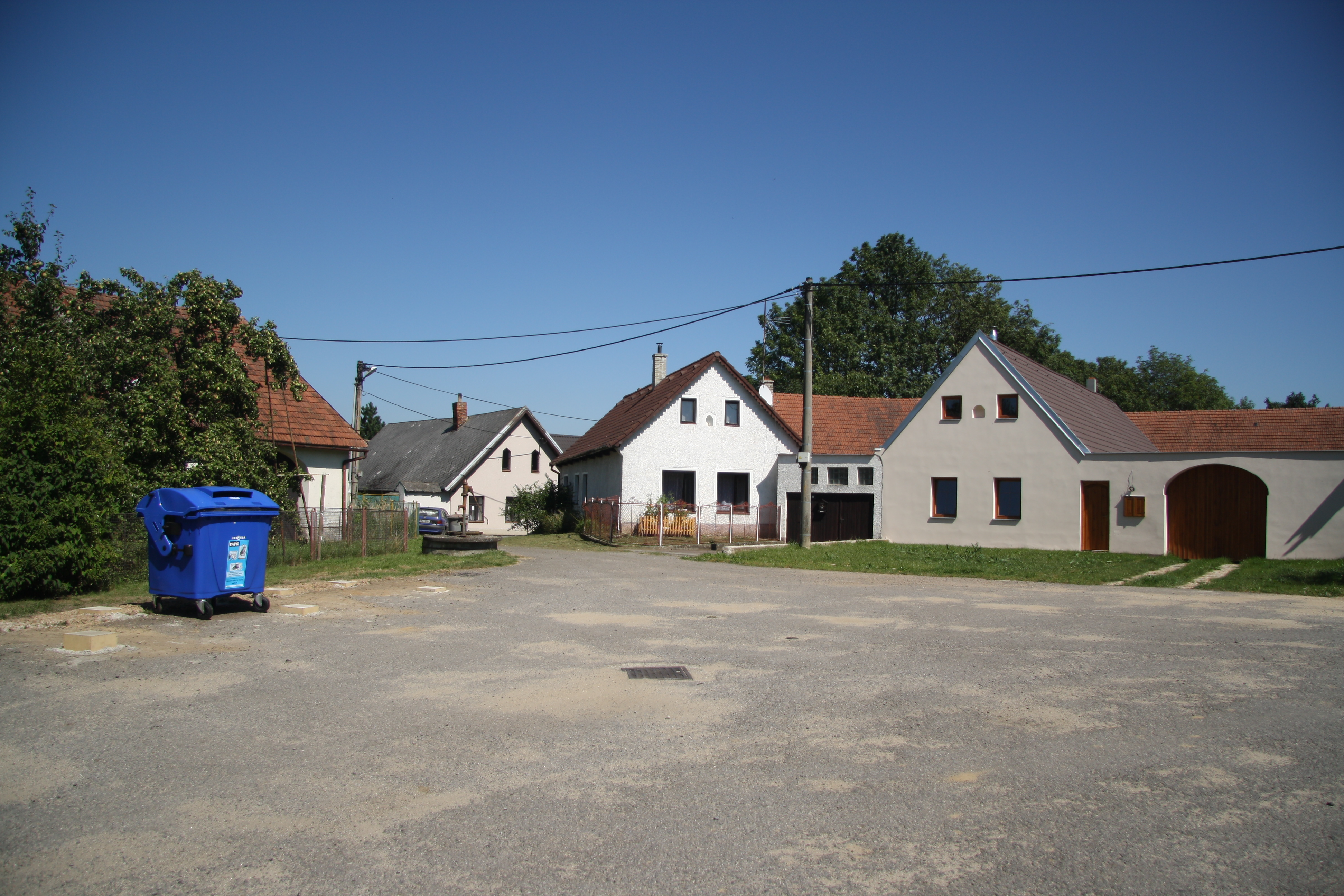
Suky (2016)

Suky (deutsch Suk) ist ein Ortsteil von Ostrov nad Oslavou in Tschechien. Er liegt zwölf Kilometer südöstlich von Žďár nad Sázavou und gehört zum Okres Žďár nad Sázavou.

## Geographie
Suky befindet sich an der östlichen Flanke des Hügels Suky (583 m) über dem Tal des Baches Suchý potok in der Böhmisch-Mährischen Höhe. Westlich verläuft die Staatsstraße I/37 zwischen Žďár nad Sázavou und Křižanov, von der eine Stichstraße in den Ort führt. Im Osten wird das Dorf von der Eisenbahnstrecke Havlíčkův Brod – Tišnov umfahren, die nächste Bahnstation Laštovičky liegt einen Kilometer südlich.
Nachbarorte sind Obyčtov, Rychtářův Mlýn und Frelichův Mlýn im Norden, Hodíškov, Polák und Křiby im Nordosten, Bohdalec im Osten, Laštovičky im Süden,  Kněževes und Radostín nad Oslavou im Südwesten, Znětínek im Westen, sowie Kotlasy und Ostrov nad Oslavou im Nordwesten.

## Geschichte
Der zu den Ostrauer Gütern der Herrschaft Neu Wessely gehörige Hof Suk wurde 1644 erstmals urkundlich erwähnt. 1709 verkauften die Grafen Kinsky die Herrschaft dem Kloster Saar. Nachdem das Kloster im Zuge der Josephinischen Reformen aufgehoben worden war, erfolgte 1784 die Parzellierung des klösterlichen Hofes Suk. Die so entstandene Ansiedlung bildete eine eigene Ortsgemeinde.
Nach der Aufhebung der Patrimonialherrschaften wurde Suky ab 1850 als Ortsteil an die Gemeinde Obyčtov im politischen Bezirk Neustadtl angeschlossen. Seit 1949 gehört Suky zum Okres Žďár nad Sázavou. Mit Beginn des Jahres 1961 wurde Suky nach Ostrov nad Oslavou umgemeindet. 1991 hatte der Ort 38 Einwohner. Im Jahre 2001 bestand das Dorf aus 19 Wohnhäusern, in denen 36 Menschen lebten.

## Sehenswürdigkeiten
- Glockenturm am Dorfplatz
- zehnbögiger Eisenbahnviadukt über die Oslava, das nordöstlich des Ortes befindliche 25 m hohe Bauwerk entstand 1953